# John Playford

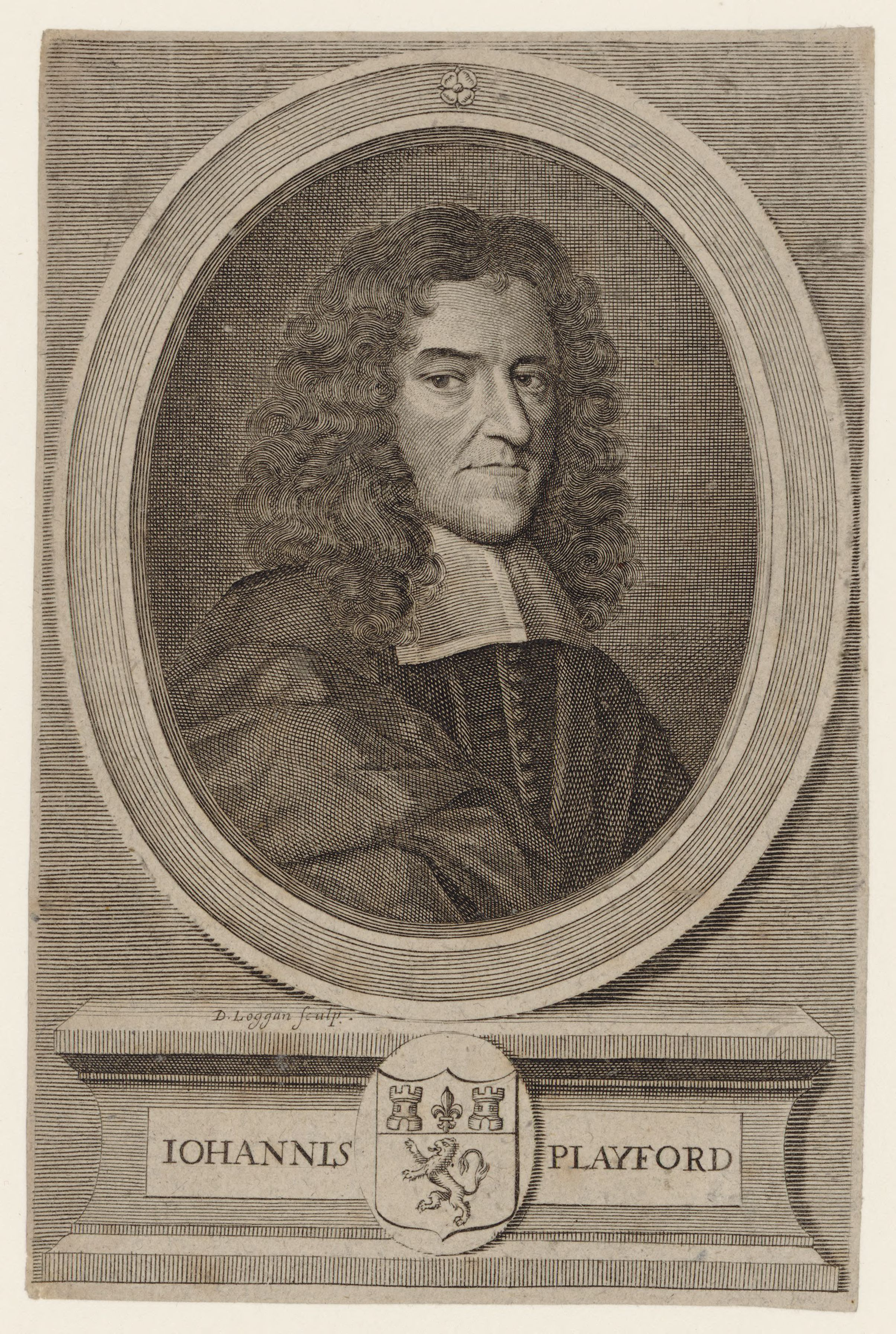
John Playford.
Ritratto di David Loggan.

John Playford (Norwich, 1623 – Londra, 1686) è stato un editore musicale e compositore inglese. Stampò diverse edizioni musicali, trattati di teoria musicale, libri di istruzione per diversi tipi di strumenti musicali e sulla danza.

## Biografia
Figlio minore di John Playford, poco dopo la morte del padre fece un periodo di apprendistato a Londra presso l'editore John Benson dal 1639/40 al 1647, quando iniziò l'attività di stampatore ed aprì un negozio sotto i portici della Temple Church.

Iniziò pubblicando libelli politici di sostegno alle idee realiste, tra i quali The Perfect Narrative of the Tryal of the King and others, che tratta delle esecuzioni di nobili realisti, ripubblicato nel 1660 col titolo England’s Black Tribuna. Nel novembre 1649, fu emesso un mandato di cattura per Playford e i suoi soci, ma non abbiamo notizie degli esiti di questa vicenda.

Il 7 novembre 1650, Playford iscrisse nei pubblici registri delle opere destinate alla stampa un libro intitolato The English Dancing Master (raccolta di oltre 50 Country Dance, descritte con la partitura musicale), che vedrà la luce nel 1651. Purtroppo, Playford raramente osservò nella sua attività la norma di iscrivere nei registri pubblici le opere che si apprestava a stampare, quindi non abbiamo la certezza che questa sia effettivamente la sua prima pubblicazione dedicata alla musica.
Dal 1653, fu assunto alle dipendenze della Temple Church (impiego che mantenne fino alla fine della sua vita)  e probabilmente risiedette sopra il negozio o nelle immediate vicinanze fino al 1655, quando la moglie Hannah ricevette in eredità dal padre, lo stampatore Benjamin Allen, una proprietà a Islington, dove essa aprì un collegio femminile che rimase attivo fino alla sua morte, nel 1679. Successivamente, Playford tornò a Londra.

Dai frontespizi dei suoi libri, apprendiamo che per qualche tempo fu in società con John Benson nel 1652, e con Zachariah Watkins nel 1664/1665. Nel periodo del Commonwealth (1649-60), e per alcuni anni del regno di Carlo II, Playford quasi monopolizzò la pubblicazione della musica in tutto il paese. Il suo negozio era il punto d'incontro di entusiasti musicisti come Samuel Pepys che era suo assiduo cliente.
Libraio, editore e membro dell'associazione dei commercianti, Playford pubblicò libri di teoria musicale, per lo studio di diversi strumenti musicali e libri di musica da cantare in chiesa. È forse più conosciuto oggi per la sua pubblicazione del The Dancing Master del 1651, durante il periodo puritano. Quest'opera contiene musiche e istruzioni per imparare a ballare tutte le danze praticate in Inghilterra in quel periodo. Ciò accadde dopo che Playford, corrispondente nel corso della guerra civile inglese, era stato catturato dagli uomini di Cromwell e gli fu proposto che se avesse valutato la sua libertà (legandola ad un'abiura al re), si sarebbe potuto considerare un suo cambiamento di carriera. Anche se molti dei brani del libro oggi gli vengono attribuiti, probabilmente egli non ne scrisse nemmeno uno. La maggior parte erano melodie popolari che esistevano già da anni.
Durante la restaurazione della monarchia, d'altra parte, cercò di incoraggiare i gusti per la musica colta. Nel 1662 dedicò la Sacra Cantica a Enrichetta Maria di Francia. Nel 1666 osservò con rammarico che "tutta la musica solenne è stata messa da parte, essendo stata stimata troppo pesante e noiosa per cervelli di quest'età agile e sfrenata" e si lanciò quindi in un rinnovo dell'arpa di David mediante l'emissione di una nuova edizione di Skill of Music con la musica al servizio della chiesa, nel 1674, e nel 1677 The Whole Book of Psalms, in cui inserì, per la prima volta, i brani dei salmi completi di cantus firmus.
Nella tecnica tipografica, il miglioramento più originale di Playford fu l'invenzione, nel 1658, di una nuova scrittura della musica. Si trattava di crome o semicrome collegate a coppie o in serie con una o due lineette orizzontali alla fine della coda.
Hawkins osserva che gli stampatori olandesi furono i primi a seguire questi esempio. Nel 1672 iniziò l'incisione di lastre di rame. In generale, tuttavia, Playford aggrappato ai vecchi metodi, raccomandò l'uso dell'intavolatura di liuto ai suonatori di violino persistendo a fronte di una lettera di rimostranze (1673) da parte di Thomas Salmon che proponeva un adeguamento delle chiavi. Gli stampatori di Playford erano: Thomas Harper, 1648-1652, William Godbid, 1658-1678; Ann Godbid e il suo socio John Playford il giovane 1679-1683;, John Playford solo, 1684-1685.
Nel 1665 Playford e sua moglie lasciarono la casetta sul negozio per trasferirsi in una grande casa di fronte alla Islington Church, dove la signora Playford creò un collegio al quale si dedicò fino alla sua morte avvenuta nel 1679. Dal novembre 1680, Playford dovette trasferirsi in una casa ad Arundel Street vicino alla riva del Tamigi. Sofferente per una lunga malattia, si ritirò lasciando l'attività a suo figlio Henry. Egli terminò la sua attività con una collezione di Catch (musica) nel 1685 e The Dancing Master del 1686 fu l'ultima sua pubblicazione.
Sembra sia morto ad Arundel Street intorno al novembre 1686. Il suo testamento venne scritto il 5 novembre 1686, non firmato e senza l'avallo di testimoni, e la sua autenticità venne dimostrata nel mese di agosto 1694, attraverso l'esame della calligrafia. Probabilmente venne sepolto nella chiesa del Tempio come da suo desiderio, anche se i registri non recano il suo nome. Henry Purcell e John Blow parteciparono al funerale.

Nonostante fosse poco amato nel competitivo ambito commerciale, era al contrario tenuto in alta considerazione da poeti e musicisti. Dopo la sua morte vennero pubblicate diverse elegie: una, scritta da Nahum Tate e messa in musica da Henry Purcell, apparve nel 1687.
Le composizioni originali di Playford sono poche e inconsistenti e comprendono alcuni pezzi vocali strumentali nelle seguenti collezioni: 'Catch ... or the Musical Companion,' 1667; 'Choice Songs,' 1673; 'Cantica Sacra,' 1674; 'The Whole Book of Psalms and 'The Harmonicon'.

## Pubblicazioni selezionate
- The English Dancing Master (1651)
- A Musicall Banquet (1651)
- Catch that Catch Can (1652)
- A Booke of New Lessons for Cithern (1652, revisionata nel 1666 come Musick's Delight on the Cithren)
- Musick's Recreation on the Lyra Viol (1652)
- A Breefe Introduction to the Skill of Musick (1654)
- Court Ayres (1655)
- Choice Musick to the Psalmes of David (1656)
- The Whole Book of Psalms (1661)
- The Musical Companion (1667) - songs and catches
- Apollo's Banquet for the Treble Violin (1669)
- Psalms and Hymns (1671) - psalm tunes in four parts
- Musick's Handmaid (1678) - songs for the harpsichord
- The Division Violin (1685) - collezione di 26 pezzi che iniziano semplicemente e poi si sviluppano in complesse variazioni della melodia originale. Mentre molti dei pezzi sono adeguati ad esecutori dilettanti, altri comprendono delle tecniche strane (per il tempo).